# Rosalie Drouot
Rosalie Druot (Aulnois, 26 de novembro de 1791 - Paris, 8 de abril de 1826) foi uma pintora francesa conhecida, principalmente, por suas pinturas em miniatura.

## Biografia
Rosalie Drouot foi a primogênita de Anne-Marie Grandjean e Nicolas Drouot, um negociante de mercadorias. Sendo a mais velha de uma família numerosa, sua trajetória se desenrolou em um contexto marcado pelas transformações políticas e sociais da Revolução Francesa. Com a reconfiguração do cenário nacional, a família Drouot mudou-se para Nancy, onde o negócio do pai prosperou consideravelmente. Esse êxito financeiro garantiu à família uma confortável instalação em uma requintada residência na Rue du Manège, um ambiente propício ao florescimento cultural e artístico. Foi nesse período, em meio a uma atmosfera de estabilidade e ascensão social, que ela descobriu seu talento para a pintura, dando os primeiros passos rumo à sua futura carreira como miniaturista.
Rosalie foi introduzida na arte da miniatura sob a tutela de Jacques Augustin, um dos mais célebres mestres dessa técnica na França do início do século XIX, aperfeiçoando-se posteriormente em Paris com Frédéric Millet. Especializou-se na arte do retrato, destacando-se pela precisão e sensibilidade características de suas obras. Em Nancy, no início de sua promissora, embora breve, carreira, Drouot produziu cópias de retratos de figuras icônicas como Napoleão I, o infante Rei de Roma e o Príncipe Murat, Rei de Nápoles, num tributo à obra de Jean-Baptiste Isabey, renomado miniaturista e mestre de Millet. No entanto, sua trajetória artística foi tragicamente interrompida pela toxicidade dos pigmentos que empregava, levando-a à morte prematura aos 34 anos em Paris.

## Exposições
- Salon de Paris, 1822:
  - Autorretrato;
  - Série de miniaturas.[3]

Obras de Rosalie Drouot
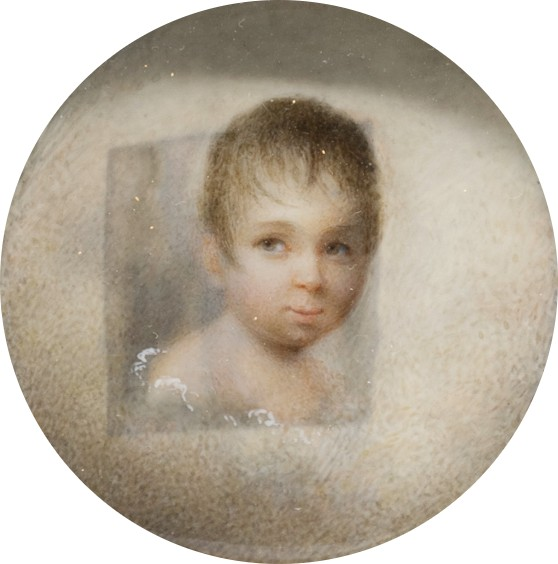
Alexandre Jules Alphèdre de Metz.
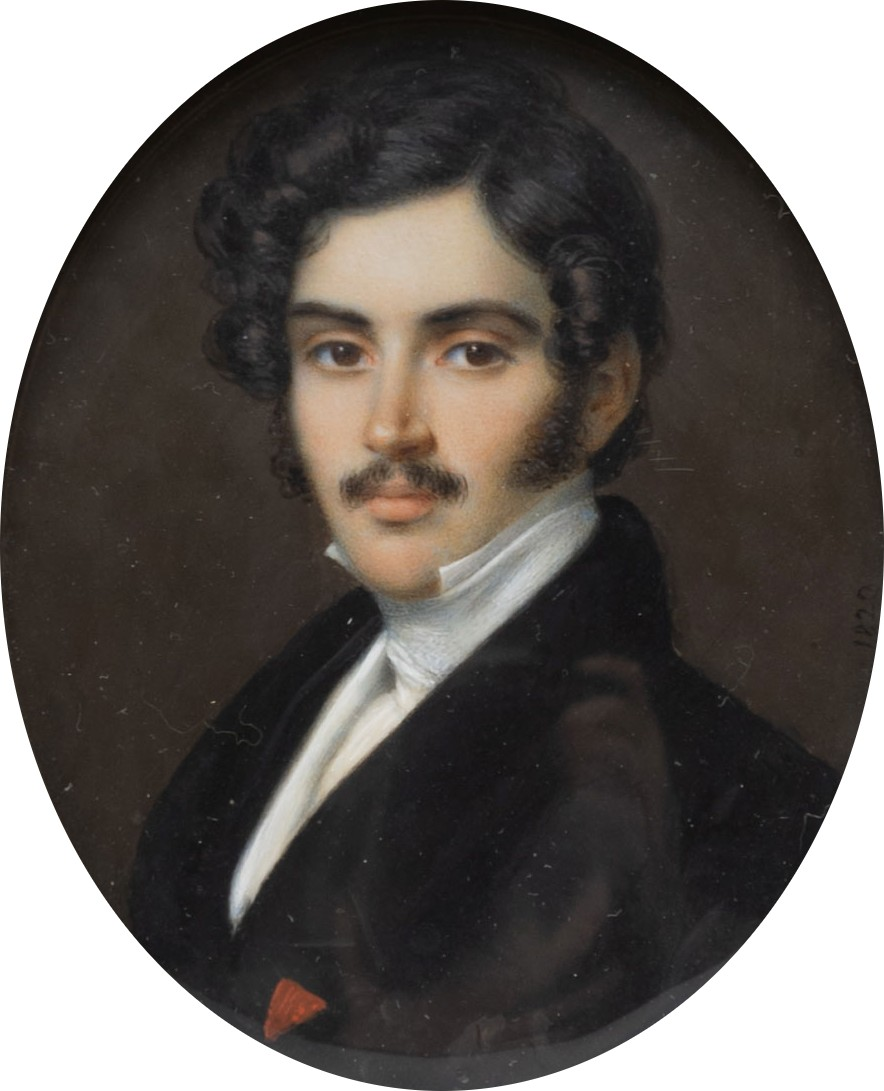
Portrait d'un homme à la Légion d'honneur.
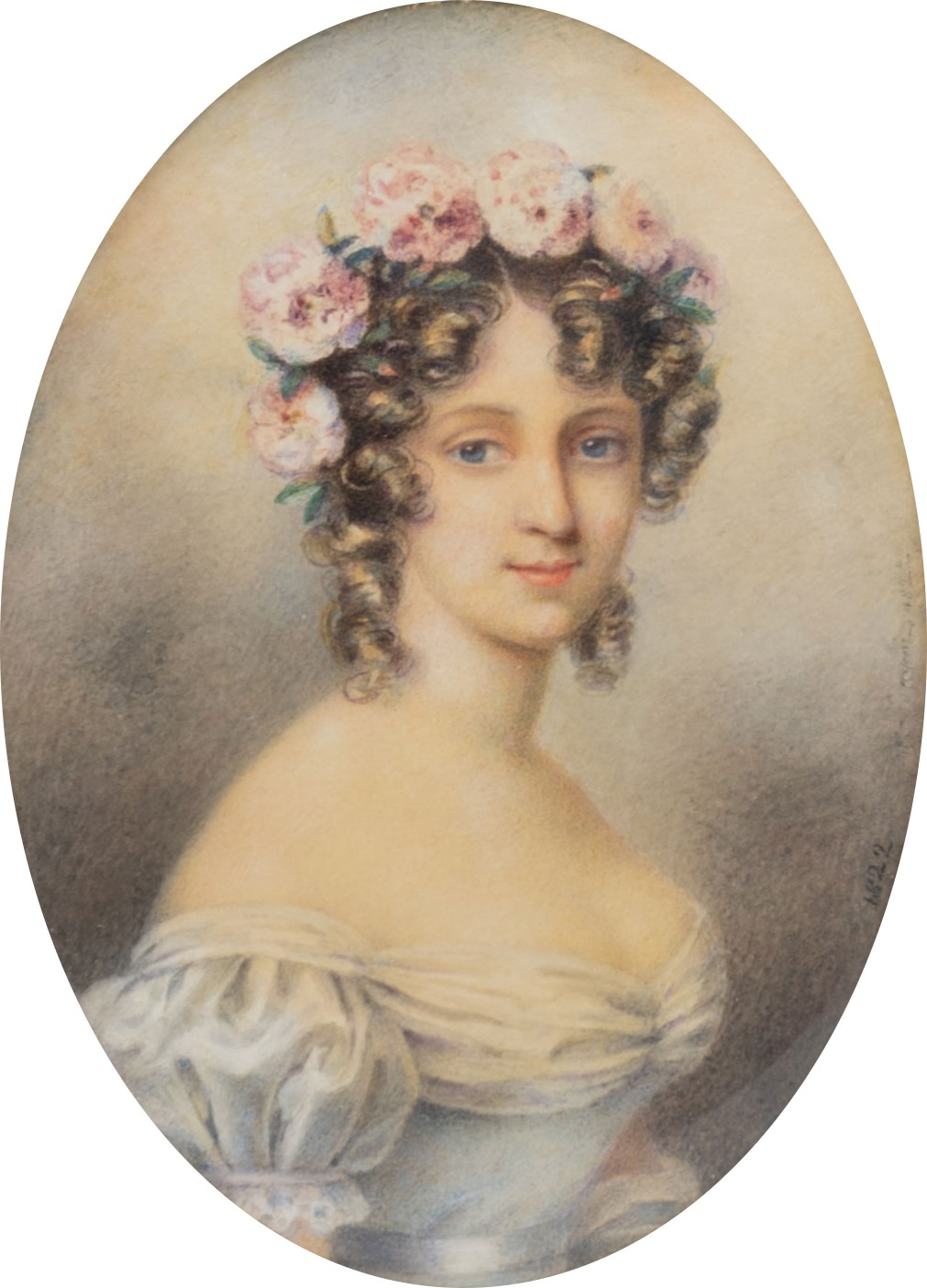
Portrait de Charlotte Drouot.
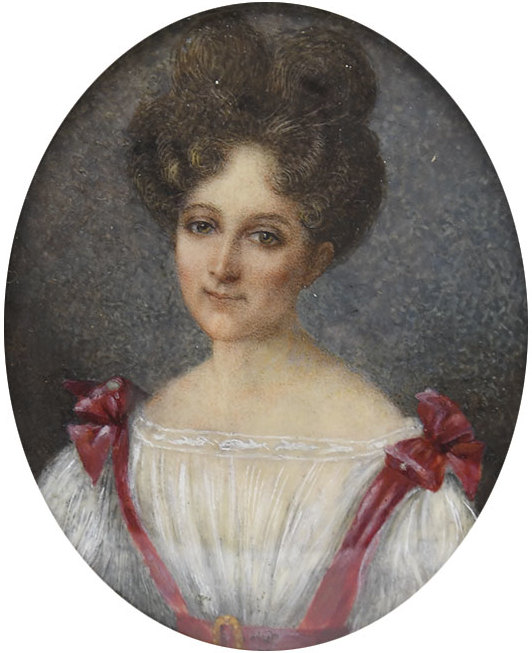
Portrait de Constance Drouot.
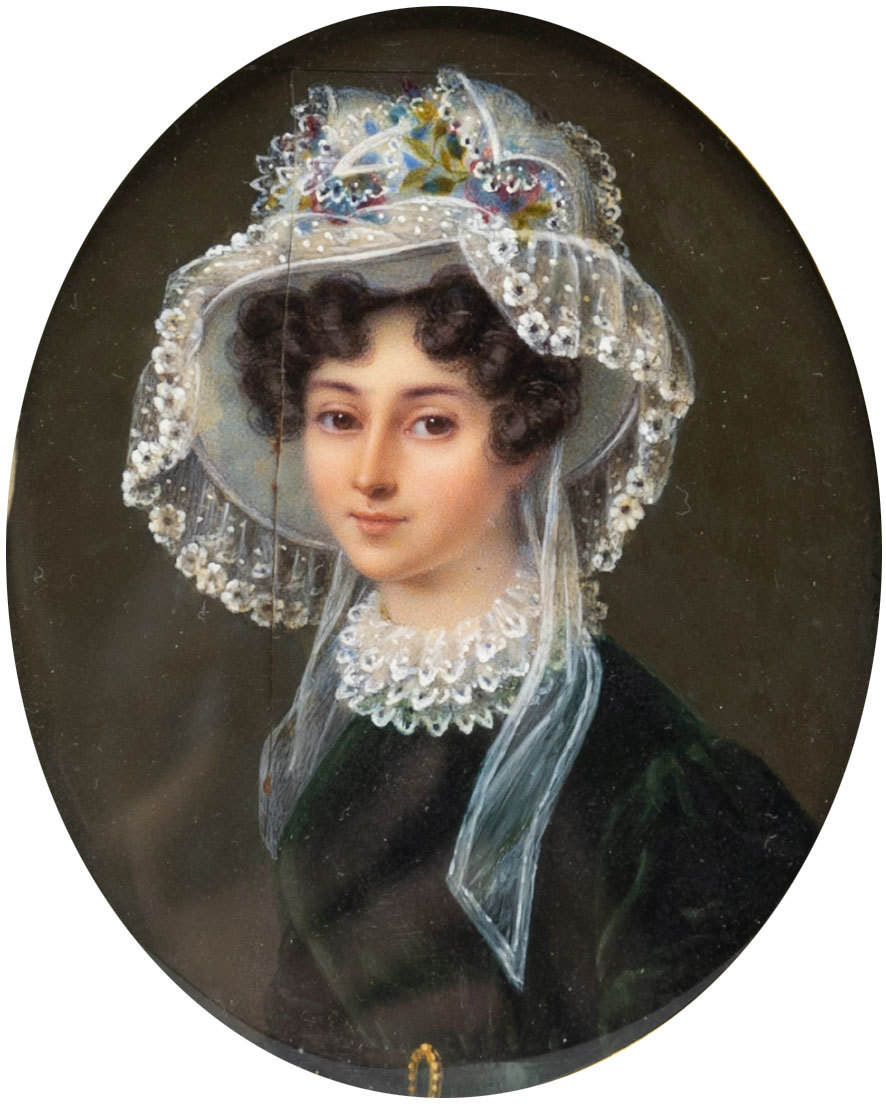
Portrait d'une femme.